# Serrat Gran (Fígols)
El Serrat Gran és una serra situada al municipi de Fígols a la comarca del Berguedà, amb una elevació màxima de 2.297 metres.